# Protaetia metallica
Protaetia metallica är en skalbaggsart som beskrevs av Herbst 1782. Protaetia metallica ingår i släktet Protaetia och familjen Cetoniidae.

## Underarter
Arten delas in i följande underarter:
- P. m. brancoi
- P. m. bourgini